# José Luis García Carrión
José Luis García Carrión (Valencia, 18 de febrero de 1937) es un exárbitro internacional de fútbol español, en activo durante ocho temporadas en Primera División desde la temporada 1976/77 hasta la 1983/84, arbitrando 95 partidos en la máxima categoría. Asimismo también dirigió encuentros en la Copa de la UEFA y pitó dos finales de la Copa del Rey, las temporadas 1976/77 y 1982/1983.